# Gvozdanska
Gvozdanska is een plaats in de gemeente Suhopolje in de Kroatische provincie Virovitica-Podravina. De plaats telt 47 inwoners (2001).